# Araucanophylus
Araucanophylus is een geslacht van wantsen uit de familie van de Miridae (Blindwantsen). Het geslacht werd voor het eerst wetenschappelijk beschreven door José Cândido de Melo Carvalho in 1984.

## Soorten
Het genus bevat de volgende soorten:

- Araucanophylus pacificus Carvalho, 1984
- Araucanophylus sulinus Carvalho, 1984